# Rhyacia fusca
Rhyacia fusca là một loài bướm đêm trong họ Noctuidae.